# Cheeky Angel
«Cheeky Angel» (яп. 天使な小生意気 Tenshi na Konamaiki, «Нахальный ангел») — комедийная манга Хироюки Нисимори, рассказывающая о первой красавице школы Мэгуми Амацуки, которая раньше была тем ещё сорванцом.
В 2001 году манга получила премию издательства Shogakukan как лучшая в категории «сёнэн». Манга была издана в 20 томах в формате танкобонов. Впоследствии мангу адаптировали в формате аниме-сериала, состоящего из 50 серий.

## Сюжет
Мэгуми Амацука рос довольно боевым мальчишкой и любил подраться. Однажды прогуливаясь по берегу, он увидел ребят, издевающихся над стариком. Прогнав их, он получил от старика в награду необычную старую книгу, из которой в дальнейшем появился демон, пообещавший исполнить любое желание юноши. Он пожелал стать самым сильным и мужественным парнем.
Однако демон, будучи не совсем в здравом уме и твёрдой памяти, исполнил его желание в противоположном смысле и превратил юношу в самую женственную девушку. Разозлившийся Мэгуми швырнул книгу в водоём, а когда осознал это, она уже утонула и пропала. После этого ему ничего не оставалось, кроме как жить самой привлекательной девушкой в школе и ежедневно отбивать от себя влюблённых парней.

## Персонажи
Мэгуми Амацука (яп. 天使 恵) — Будучи физически привлекательной девушкой, она все ещё держится за реалии мужской жизни, попадая в разнообразные ситуации и привлекая в это Клуб Защиты Мэгуми-тян (группу поклонников). Изначально она была парнем, но позднее превратилась в девушку, о чём помнит только Мики. В прочем, Клуб поклонников быстро об этом узнаёт. Единственный, кому не интересна эта кутерьма — это Гэндзо Сога, который делает всё чтобы покрасоваться перед Мэгуми. Девчонка — сорванец в глубине души, если она неумышленно показывает какую-нибудь привязанность к кому-нибудь, тут же начинает всё отрицать. В конце истории показано, что она всегда была девочкой. Одна из главных причин, почему она желала быть мальчиком — потому, что в детстве ей хотелось быть более сильной, чем Гэндзо, и внутреннее неприятие мысли, что мальчик должен защищать девочку. В конце истории выясняется, что Мэгуми всегда была девочкой, а демон просто изменил воспоминания Мэгуми и Мики, внушив, что она была мальчиком.
Сэйю: Мэгуми Хаясибара
Мики Ханакаин (яп. 花華院 美木) — Мики — подруга детства Мэгуми, готовая всегда прийти на помощь. Она единственная, кто помнит Мэгуми до превращения. Мики делает всё, чтобы сделать из Мэгуми девушку, но в то же время является недотрогой и держится несколько в стороне. Всегда поддерживает Мэгуми и идёт на всё, чтобы их дружба продолжалась.
Сэйю: Макико Омото
Кэйко Танака (яп. 田中 桂子) — Своего рода тёмная сторона Мэгуми. Впервые появляется в 17 серии. Страдает комплексом неполноценности. Кэйко ненавидит Мэгуми, потому, что думает, что все считают Мэгуми более красивой, чем она. Всегда идёт следом, и надеется что та где-нибудь оступится. Но всё же приходит на помощь когда похищают Мики. Но при этом открыто заявляет Мэгуми, что навсегда останется её соперницей.
Сэйю: Наоко Мацуи
Отец Мэгуми (яп. 恵の父) — Реальное имя неизвестно. Его иногда называют «Мэгу-папа». Любит подсматривать за Мэгуми через «тайные ходы».
Сэйю: Бандзё Гинга
Цубаса Амацука (яп. 天使 翼) — Мама Мэгуми. Из-за работы часто находится в разъездах заграницей.
Сэйю: Мэгуми Урава

### Клуб защиты Мэгуми
Гэндзо Сога (яп. 蘇我 源造) — Крайне упрямый мальчишка, ставший самым большим поклонником Мэгуми. Очень сильный; его боятся все в школе и городских бандах. Манга начинается с того, что он плохо обращается со своей подругой, и получает от Мэгуми «по голове», что с ним случается впервые со времён начальной школы. На свой 16-й день рождения он предлагает Мэгуми пожениться, но получает отказ. Свой шрам, он получил, спасая Мэгуми от падающего стекла, когда та спасала Мики от похитителей.
Сэйю: Ватару Такаги
Итиро Фудзики (яп. 藤木 一郎) — Неудачник, пытающийся спасти свою репутацию, пострадавшую в предыдущей школе. Будучи не таким сильным, как Гэндзо — он остаётся одним из воздыхателей Мэгуми. Ближе к концу, находит свою принцессу, в лице Ёсими.
Сэйю: Иссэй Танака
Тасукэ Ясуда (яп. 安田 太助) — Поклонник хентай, немного извращенец, но всё же добросердечный дурень, у которого от волнения вечно идёт кровь носом. Ясуда является самым слабым, когда дело доходит до драки, но его эрудиция продолжает удивлять каждого, и помогает группе, решая множество проблем. У него есть маленький брат, который является «мини-версией» его самого.
Сэйю: Юдзи Уэда
Хитомони Кобаяси (яп. 小林 一文字) — Самурай и самый приличный человек в группе. Кобаяси — второй по силе, изучает боевые искусства с самого детства. Ближе к концу он начинает понимать свои чувства, и начинает по-другому смотреть на Мики.
Сэйю: Нобоюки Хияма

## Аниме

### Музыкальное оформление
Открывающая композиция
- Grand Blue (исполнила Айко Китахара), серии 1-26
- Sun rise train (Айко Китахара), серии 27-50

Закрывающие композиции
- Whenever I think of you (U-ka saegusa IN db), серии 1-14
- It’s for you (U-Ka Saegusa in db), серии 15-26
- Tears go by (U-Ka Saegusa in db), серии 27-37
- Secret and Lies (U-Ka Saegusa in db), серии 38-49
- Grand Blue (Айко Китахара), серия 50

### Список серий
| № серии | Заглавие | Экранизированные главы манги | Трансляция в Японии   |
| ------- | --- | ---------------------------- | --------------------- |
| 1       | Meeting at Full Speed. Is the Angel Male or Female?                                                                 | 1-2                          | 7 апреля 2002 года    |
| 2       | What's Wrong? My Angel!                                                                                             | 3-4                          | 14 апреля 2002 года   |
| 3       | This is the Man's Hand that Defeats All with a Single Blow!                                                         | 5-7                          | 21 апреля 2002 года   |
| 4       | The Angel Dances Down from the Sky...                                                                               | 8-9                          | 28 апреля 2002 года   |
| 5       | I Love You! I Love You Too!                                                                                         | 10-12                        | 5 мая 2002 года       |
| 6       | Let's Try to Get Closer to Her Secret!                                                                              | 13-15                        | 12 мая 2002 года      |
| 7       | I Will Become a Woman!!?                                                                                            | 16-17 + филлер + часть 18    | 19 мая 2002 года      |
| 8       | Such An Annoying Guy. Righteous Idiot, Kobayahi                                                                     | 18-21                        | 26 мая 2002 года      |
| 9       | A Magical Book! I Don't Want Megumi to Be a Guy!                                                                    |                              | 2 июня 2002 года      |
| 10      | Smash it! The Little Demon's Curse!!                                                                                |                              | 9 июня 2002 года      |
| 11      | It's a Date Megu, I'll Show You What a Great Guy I Can Be!                                                          |                              | 16 июня 2002 года     |
| 12      | I Am Cursed After All!                                                                                              |                              | 23 июня 2002 года     |
| 13      | Somehow Osaka?! The Dreaming Girl is a Big Thief?! (Why Osaka!?)                                                    |                              | 30 июня 2002 года     |
| 14      | I Want to Die Between Your Soft White Legs!!                                                                        |                              | 7 июля 2002 года      |
| 15      | We can meet the old magician!                                                                                       |                              | 14 июля 2002 года     |
| 16      | Don't point to my weakness! Giant crayfish fishing                                                                  |                              | 21 июля 2002 года     |
| 17      | The worst person has come! Keiko appears!!                                                                          |                              | 28 июля 2002 года     |
| 18      | Man's battle! A warrior and an average guy?!                                                                        |                              | 4 августа 2002 года   |
| 19      | Megumi vs. Keiko: I will raise a strong man!                                                                        |                              | 11 августа 2002 года  |
| 20      | Miki's fiance!? I'll protect you no matter what!                                                                    |                              | 18 августа 2002 года  |
| 21      | Operation Marriage Interference! No Miki for the smooth-talking bastard!!                                           |                              | 25 августа 2002 года  |
| 22      | Forget Credentials And Politics! This Is The Power Of Love!                                                         |                              | 1 сентября 2002 года  |
| 23      | Of course there are decent men! Mother has a very surprising interview!                                             |                              | 8 сентября 2002 года  |
| 24      | Soga's Woman? My Cute Legs Will Take Her Out!                                                                       |                              | 15 сентября 2002 года |
| 25      | The Woman's Enemy, Genzo!? What Is The Scar On His Cheek~!                                                          |                              | 22 сентября 2002 года |
| 26      | Don't Hold Me In Your Arms! Who Is Setsuka!?                                                                        |                              | 29 сентября 2002 года |
| 27      | A Kiss!? My Curse is Loosened!                                                                                      |                              | 6 октября 2002 года   |
| 28      | I'm changing back to a boy! It's a showdown!!                                                                       |                              | 13 октября 2002 года  |
| 29      | You Pervert Bastard, Beautiful Megu Will Take Care of You!                                                          |                              | 20 октября 2002 года  |
| 30      | A Punishment or a Curse!? Not bad, Genzo!                                                                           |                              | 27 октября 2002 года  |
| 31      | Megu In A Locked Room! Men Are All Trouble!                                                                         |                              | 3 ноября 2002 года    |
| 32      | The Girl Keiko Fell in Love With! M-Me~!?                                                                           |                              | 10 ноября 2002 года   |
| 33      | Can You Beat The Little Devil's Magic? Pervert Power!                                                               |                              | 17 ноября 2002 года   |
| 34      | A Must-See! A Apron-Clad Megumi!! A Cooking Contest!                                                                |                              | 24 ноября 2002 года   |
| 35      | Genzo, you can't run away! It's seppuku for you~!                                                                   |                              | 1 декабря 2002 года   |
| 36      | Megu's Yukata Appearance! Why are you running away~!                                                                |                              | 8 декабря 2002 года   |
| 37      | Yamato Nadeshiko Cup Part 1, Who is the fated partner!? Fujiki Sees A Hawk                                          |                              | 15 декабря 2002 года  |
| 38      | Yamato Nadeshiko Cup Part 2, Who's afraid of a boxer's punch! Megu executes with grace!                             |                              | 22 декабря 2002 года  |
| 39      | Yamato Nadeshiko Cup Part 3, Megumi VS Keiko It's a Ghostly Battle!                                                 |                              | 12 января 2003 года   |
| 40      | Yamato Nadeshiko Cup Part 4, Yanagizawa's Revenge It's okay, I'm not a Girl                                         |                              | 19 января 2003 года   |
| 41      | Yamato Nadeshiko Cup Part 5, Miki Gets Angry! Who's A Man? Stupid Megumi!                                           |                              | 26 января 2003 года   |
| 42      | Yamato Nadeshiko Cup Part 6, I'm Strong. If You Make It Seem Like I Cried, Then I'll Crush You And End Everything¨! |                              | 2 февраля 2003 года   |
| 43      | A Date With A Prince!? Megu Is A Princess¨!?                                                                        |                              | 9 февраля 2003 года   |
| 44      | Kappa Kappa Fujiki? I saw a mermaid in the midsummer sea!                                                           |                              | 16 февраля 2003 года  |
| 45      | The Stone-Breaking Samurai - If you Want Miki, you'll Have to Defeat me First!                                      |                              | 23 февраля 2003 года  |
| 46      | It's our Field Trip! It's a Confession! It's the Love Comedy Samurai~?!                                             |                              | 2 марта 2003 года     |
| 47      | I'm Miki's Prince! Hiyo, Silver~!!                                                                                  |                              | 9 марта 2003 года     |
| 48      | Gakusan's Game Begins! Fujiki's "Love" Explosion~!!                                                                 |                              | 16 марта 2003 года    |
| 49      | Reach to Miki's Confined Heart, Rock-Breaking Power!                                                                |                              | 23 марта 2003 года    |
| 50      | KISS, The Magic will be Dispelled! Is the Angel a Boy or a Girl?                                                    |                              | 30 марта 2003 года    |